# یک مرد، یک خرس
یک مرد یک خرس فیلمی به کارگردانی، نویسندگی و تهیه‌کنندگی مسعود جعفری جوزانی محصول سال ۱۳۷۱ است.
این فیلم در ۴ فروردین ۱۳۷۲ در سینماهای ایران اکران شد.

## خلاصه فیلم
کمالی صاحب تنها خانه مجلل کوچه خورشید که همراه همسرش نرگس خاتون از حضور یک مرد و خرسش در محله ناراضی اند، تلاش می‌کنند تا او را از محله بیرون کنند در مقابل، بچه‌های محله که نمی‌خواهند تنها سرگرمی خود را از دست بدهند، با کمک خاله خراسانی به دفاع از خرس برمی خیزند.

## جشنواره‌ها
- کاندیدا بهترین نقش دوم زن (حمیده خیرآبادی) در یازدهمین دوره جشنواره فیلم فجر - ۱۳۷۱
- کاندیدا پوستر (اعلان دیواری) (ابراهیم حقیقی) در دوازدهمین دوره جشنواره فیلم فجر - ۱۳۷۲